# Чорнобиліт
Чорнобилі́т — техногенна сполука, мінеральний різновид циркону — кристалічний силікат цирконію з високим (до 12 %) вмістом урану у твердому вигляді.

## Характеристики
Його було виявлено 1989 року в коріумі — склоподібному розплаві, утвореному внаслідок Чорнобильської катастрофи в 4-му енергоблоці. Чорнобиліт — високо радіоактивний через високий вміст урану та забруднення продуктами поділу.